# OpenProject
OpenProject ist eine kollaborative Projektmanagement-Software und Issue-Tracking-System. Die Anwendung wird als kostenfreie "Community Edition" (GNU General Public License Version 3) und als kostenpflichtige Enterprise Edition (on-premises oder cloud) angeboten. Das Projekt entstand als Fork von Redmine und wird durch das Unternehmen OpenProject GmbH weiterentwickelt.

## Funktionsumfang
Die Kernfunktionalität von OpenProject liegt vor allem im Bug-Tracking, Projekt- und Aufgabenmanagement. Dazu werden Arbeitspakete angelegt, die dann in unterschiedlichen Kategorisierungen wie Meilensteinen, Kanban-Boards, Product Backlogs oder Gantt-Diagrammen strukturiert und verwaltet.
Zusätzliche optionale Funktionen sind:
- Personalzeiterfassung
- Wiki
- Dokumenten-Management
- Eine Versionsverwaltung für Software auf Basis von Git oder Subversion.
- Foren
- Projekt-News

OpenProject kann viele andere Software integrieren, wie z. B. Nextcloud, OneDrive, SharePoint, Nextcloud, Thunderbird, die Chatsysteme Mattermost und Slack und die Softwareentwicklungsplattformen GitHub und GitLab.

## OpenProject Foundation
Die OpenProject Foundation wurde im Oktober 2012 von Entwicklern und Nutzern von OpenProject ins Leben gerufen. Nach der Gründungssitzung des Vereins im April 2013 wurde er im Juni in das Vereinsregister des Amtsgerichts Charlottenburg (VR 32487) eingetragen. Der Verein bietet einen organisatorischen Rahmen für technische Entscheidungen sowie die Verstetigung und Beschleunigung der Entwicklung durch ein hauptamtliches Entwicklungsteam, finanziert durch die Mitglieder der OpenProject Foundation.
Der Verein hat sich auf folgende Ziele festgelegt:
1. Aufbau und Förderung einer aktiven und offenen Gemeinschaft, bestehend aus Entwicklern, Nutzern und Unternehmen, zur fortlaufenden Weiterentwicklung der Open-Source-Projektkollaborationssoftware OpenProject;
2. Festlegung und Weiterentwicklung der Projekt-Vision, des Verhaltenskodex sowie der Applikations-Grundsätze;
3. Erstellung der Entwicklungsrichtlinien samt Sicherstellung ihrer Einhaltung;
4. Festlegung und Weiterentwicklung der Entwicklungs- und Qualitätssicherungsprozesse;
5. Bereitstellung des Quellcodes für die Öffentlichkeit;
6. Bereitstellung und Betrieb der Projekt-Plattform.

Anders als die OpenProject GmbH verfolgt der Verein keine eigenen wirtschaftlichen Ziele. Seit 2019 existiert der Verein nicht mehr.

## Geschichte
Das Open-Source-Projekt wurde seit 2010 parallel zu ChiliProject vorangetrieben. Im Oktober 2012 erfolgte der offizielle Fork unter dem Namen OpenProject. Beweggründe für den Fork waren die durch die Gründungsmitglieder gewünschten Hochlast- und Sicherheitsanforderungen, welche nur ungenügend oder mit zu hohem Aufwand in Redmine und ChiliProject als Plugin hätten umgesetzt und gewartet werden können, so
- Schutz vor Brute-Force-Angriffen,
- Begrenzung der Session-Laufzeit,
- zeitliche Begrenzung der Gültigkeit von Passwörtern,
- Definition von Mindestanforderungen an die Länge und Komplexität von Passwörtern.

Im Rahmen der ersten Entwicklungsphase konnten diese Sicherheits- und Datenschutz-Anforderungen umgesetzt werden.
Auch wurden umfangreiche gesetzliche Anforderungen der Barrierefreiheit erfüllt, was tiefgreifende Anpassungen der Nutzeroberflächen erforderlich machte, z. B. für die Nutzung von OpenProject durch blinde oder motorisch eingeschränkte Nutzer.

## Auszeichnungen
Im August 2011 hat OpenProject im Open-Source-Wettbewerb der Technologiestiftung Berlin „Berlins Zukunft ist offen“ in der Sparte „Bestes Praxisbeispiel“ den 1. Preis gewonnen.
Im April 2018 hat OpenProject den Innovationspreis-IT 2018 der Initiative Mittelstand in der Kategorie Open Source gewonnen.
Im Oktober 2018 hat OpenProject den Open Source Business Award (OSBAR, „OpenSource-Oscar“) in Silber gewonnen.
Newsweek hat OpenProject bei den 14 besten Projektplanungswerkzeugen 2019 auf Platz 13 gelistet.